# 三匹箭
三匹箭（学名：Arisaema petiolulatum）为天南星科天南星属的植物，为中国的特有植物。分布于中国的云南等地，生长于海拔380米至1,700米的地区，多生长于山谷和箐沟密林中。

## 别名
三叶半夏（云南瑞丽）

## 变种
- Arisaema inkiangense H. Li var. maculatum H. Li